# کوپالیس بیچ (واشینگتن)
کوپالیس بیچ (به انگلیسی: Copalis Beach) یک منطقهٔ مسکونی در ایالات متحده آمریکا است که در شهرستان گریز هاربر، واشینگتن واقع شده‌است. کوپالیس بیچ ۹٫۸ کیلومتر مربع مساحت و ۴۱۵ نفر جمعیت دارد و ۷ متر بالاتر از سطح دریا واقع شده‌است.